# Trattamarant
Trattamarant (Amaranthus polygonoides) är en amarantväxtart som beskrevs av Carl von Linné. Enligt Catalogue of Life ingår Trattamarant i släktet amaranter och familjen amarantväxter, men enligt Dyntaxa är tillhörigheten istället släktet amaranter och familjen amarantväxter. Arten har ej påträffats i Sverige. Inga underarter finns listade i Catalogue of Life.